# Čnělka

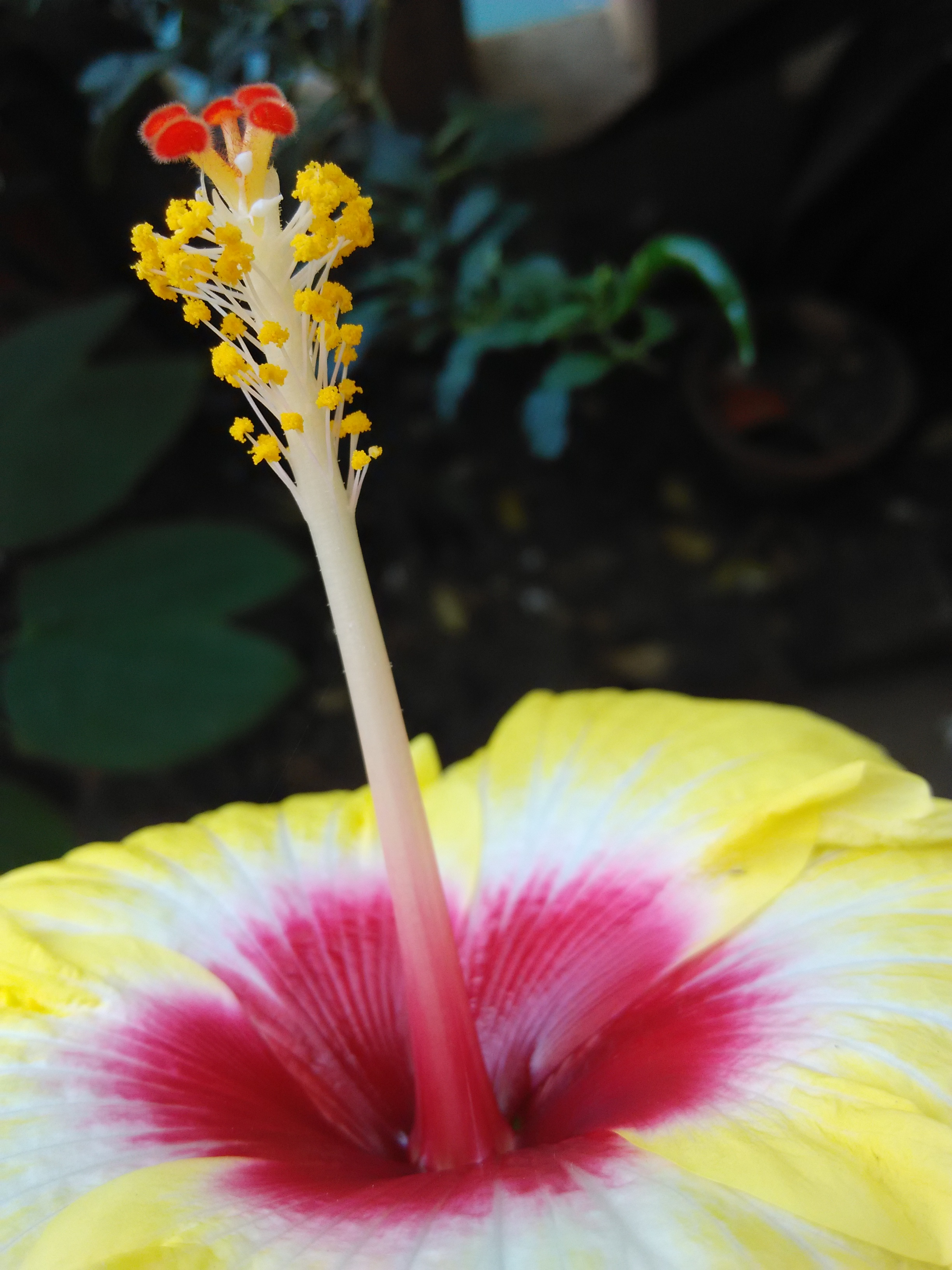
Čnělka ibišku

Čnělka (stylus) je prodloužená část pestíku krytosemenných rostlin, nesoucí bliznu. Podílí se na úspěšném procesu opylení, neboť jí prorůstá pylová láčka klíčícího pylu od blizny k vajíčkům ukrytým v semeníku. Čnělky mohou být volné nebo do různé míry srostlé. Podle umístění na semeníku se rozdělují na vrcholové, postranní a gynobazické. U některých skupin rostlin čnělka chybí a blizna nasedá přímo na semeník. 

## Morfologie čnělky
Čnělka je zúžená část plodolistu, nesoucí bliznu nebo soubor blizen. Může být jednoduchá, jak je tomu u monokarpického gynecea nebo u plně srostlé čnělky cenokarpního gynecea, anebo je srostlá jen částečně, s volnými rameny zakončenými jednotlivými pliznami, případně větvená. Pokud jsou čnělky volné, nesrostlé, označují se správně jako stylodia, podobně jako čnělky jednotlivých plodolistů apokarpního gynecea.
U většiny rostlin je čnělka vrcholová, vyrůstající z vrcholu semeníku. Může však být i postranní, tedy vyrůstající ze strany semeníku (např. kontryhel a některé další růžovité, mangovník), nebo gynobazická, vyrůstající od báze semeníku nebo mezi jednotlivými plodolisty. To je typické např. pro čeledi hluchavkovité a brutnákovité.
Báze čnělky dosedající na semeník bývá někdy terčovitě rozšířená, tento útvar se nazývá stylopodium (např. u miříkovitých). U některých rostlin, např. bezu, čnělka chybí a blizna nasedá přímo na semeník.
Čnělka u řady rostlin zaniká spolu s odkvétajícím květem, dosti často je ale vytrvalá a pak tvoří součást plodu. Z vytrvalé čnělky se formuje i zoban na plodech různých rostlin, např. pumpavy a celé řady druhů z čeledí brukvovité a bobovité.

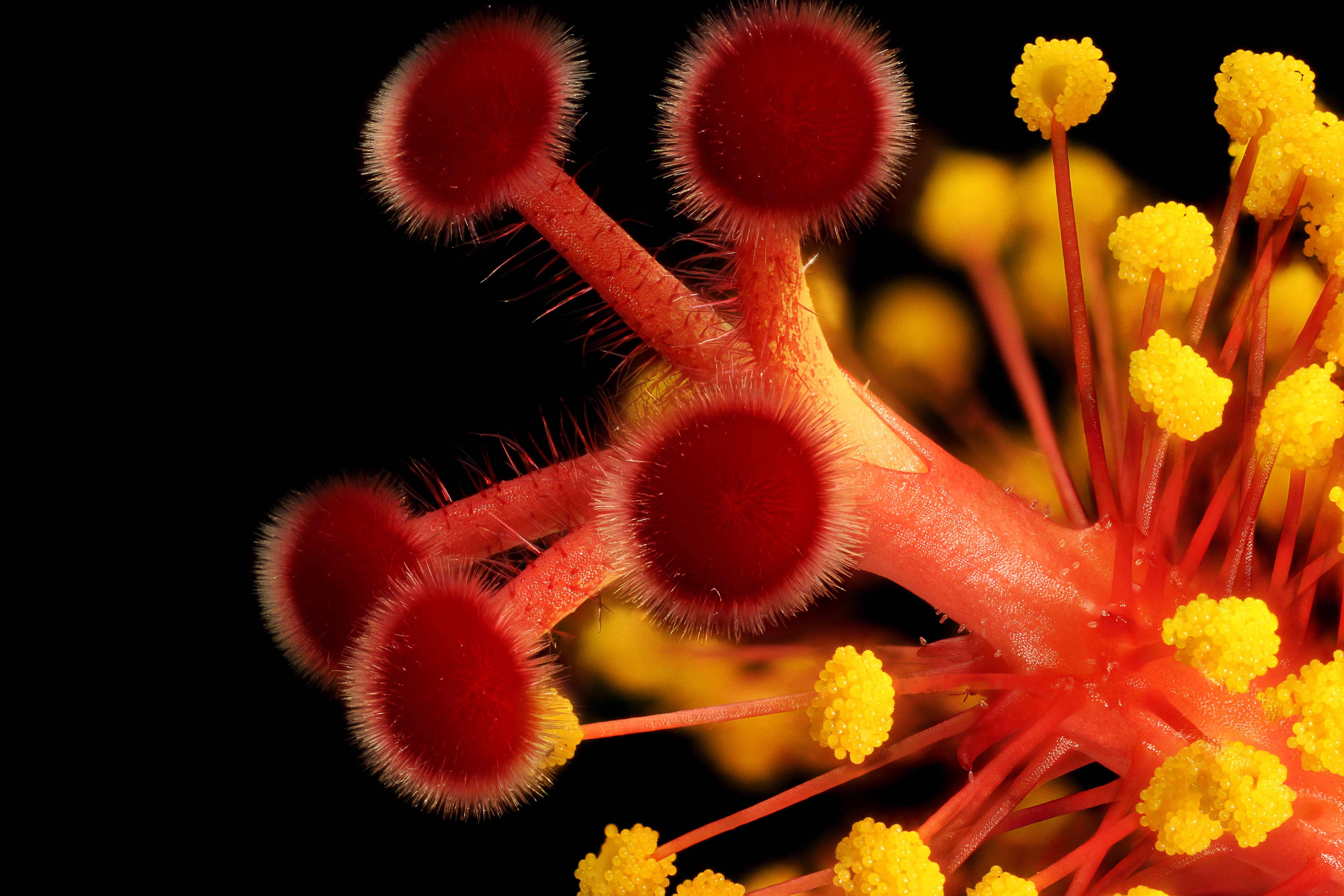
Rozvětvená čnělka ibišku s kulovitými bliznami
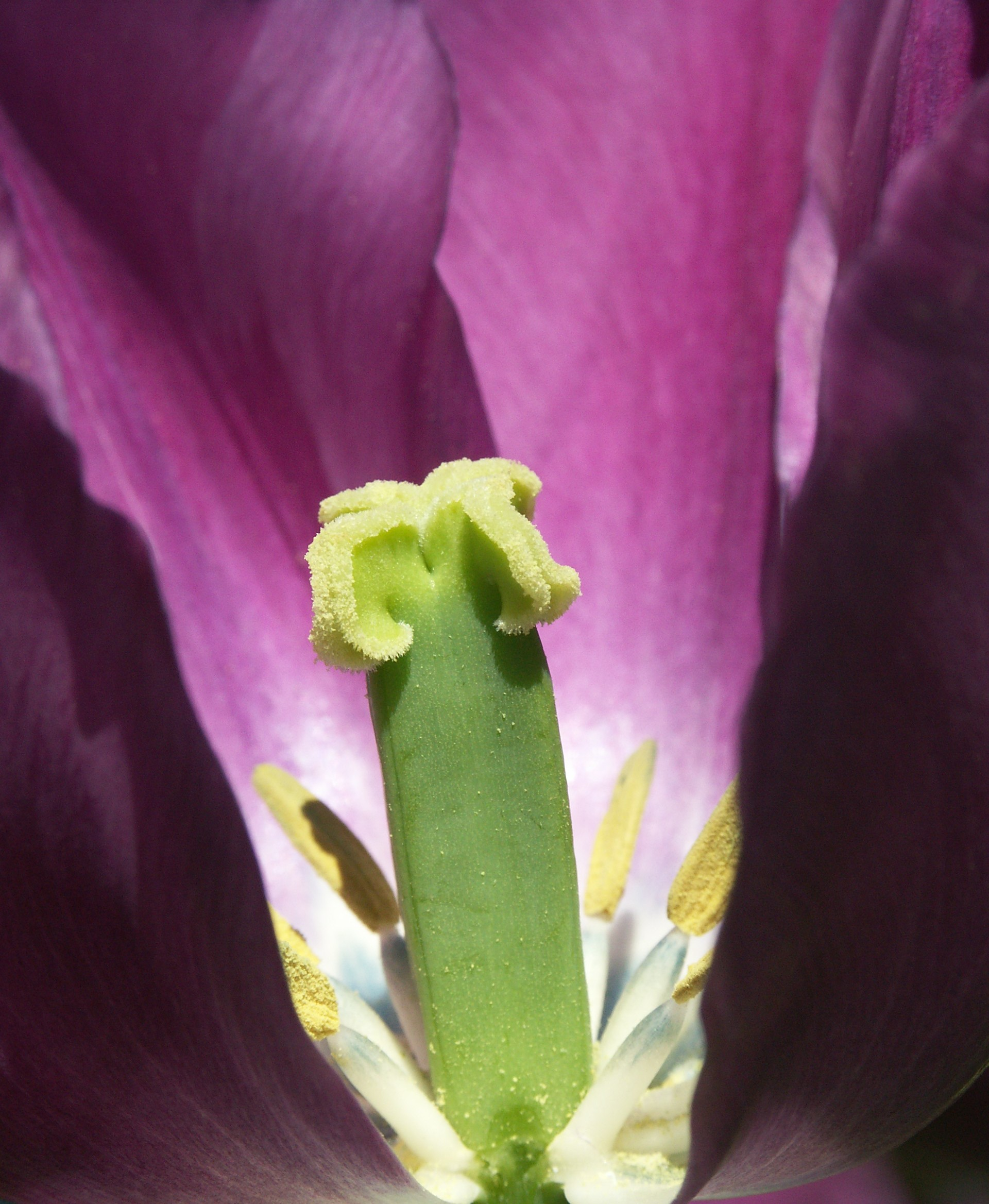
Čnělka tulipánu
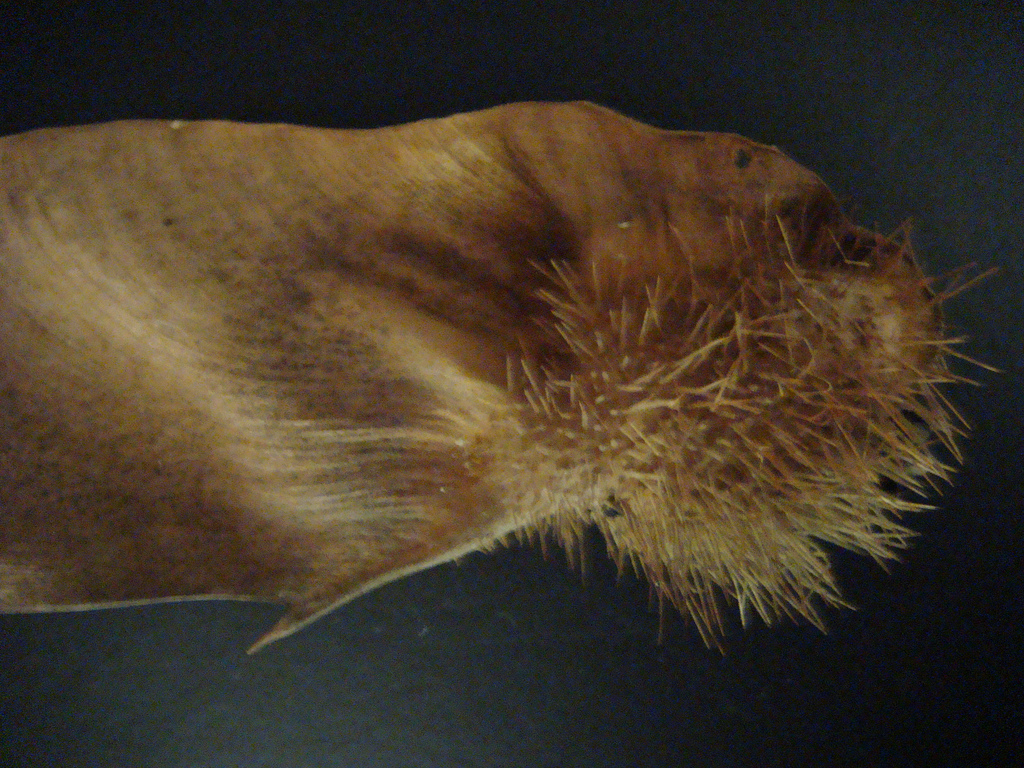
Detail plodu Centrolobium (bobovité) s trnem z vytrvalé čnělky
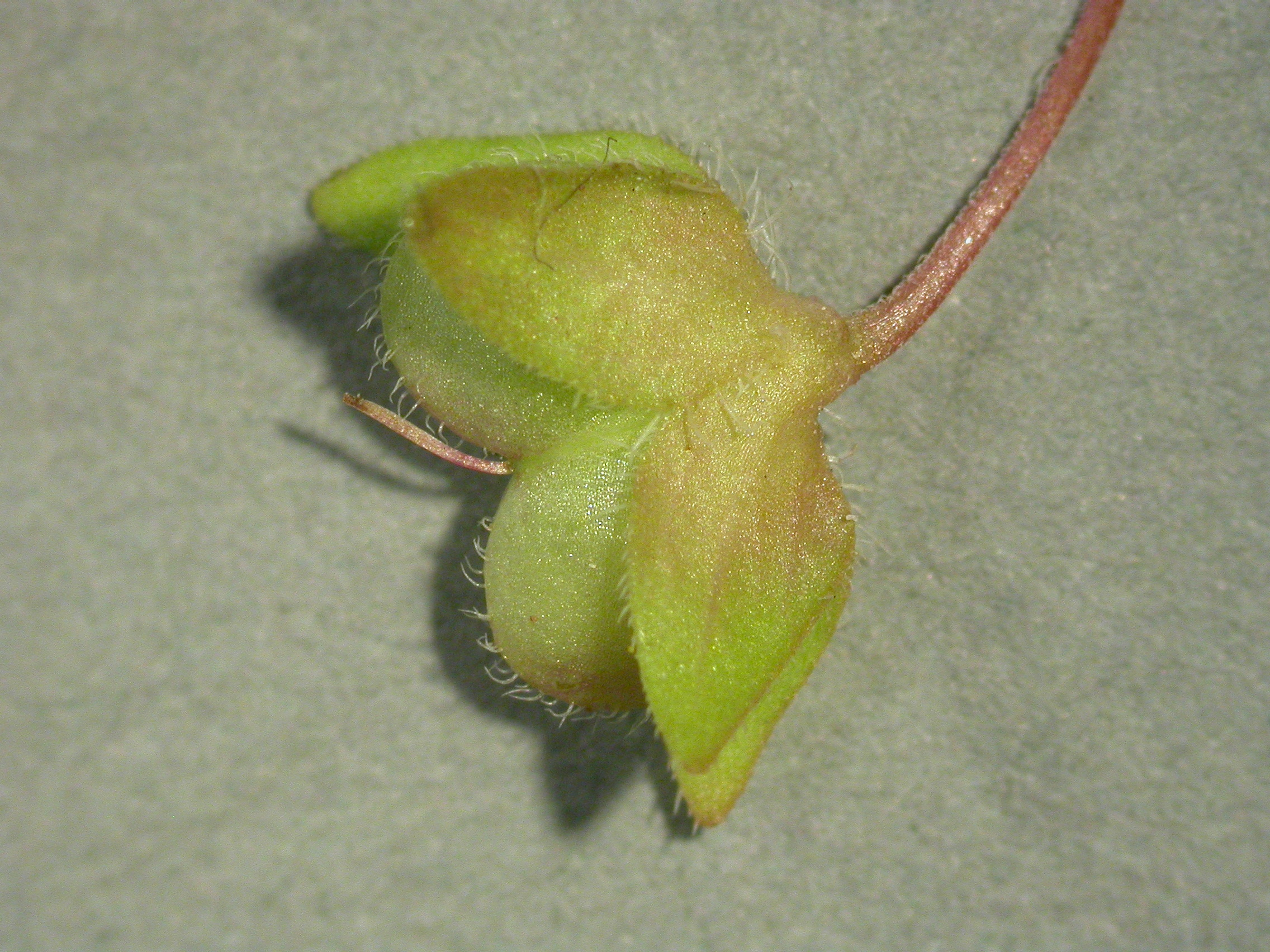
Vytrvalá čnělka na tobolce rozrazilu
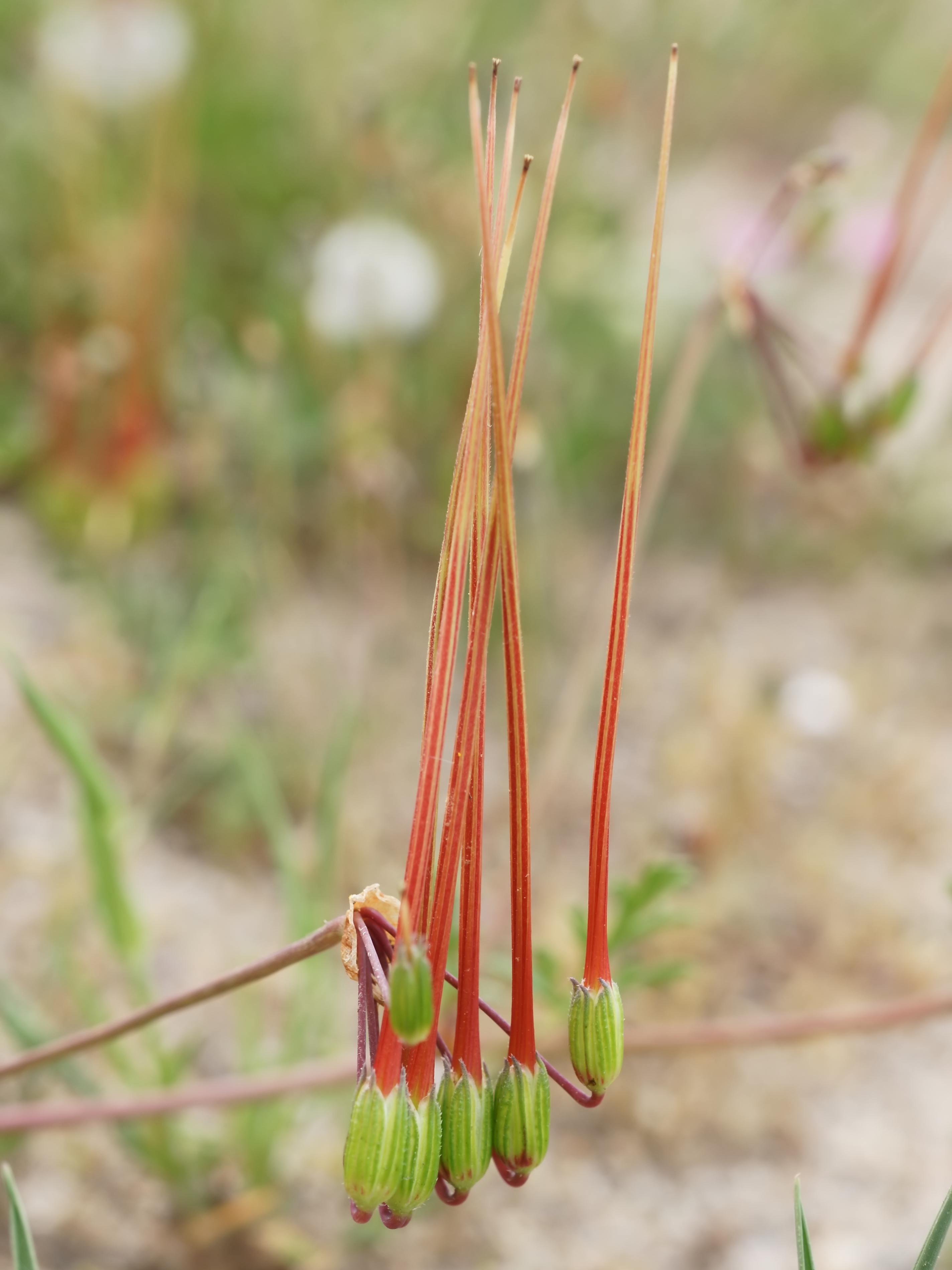
Dlouhé zobany plodů pumpavy, vzniklé prodloužením čnělky

## Anatomie a fyziologie čnělky
Krytosemenné rostliny mají dva základní typy čnělky. U většiny jednoděložných rostlin se synkarpním gyneceem je čnělka dutá. Pylová láčka při opylení prorůstá z blizny do centrální dutiny, která má papilnatý povrch a je vyplněná slizem. Dvouděložné a trávy mají čnělku plnou a v jejím středu se nachází propustné pletivo. Pylová láčka klíčícího pylu prorůstá při opylení skrze celou délku čnělky mezibuněčnými prostorami tohoto pletiva až k semeníku. Buňky centrální části čnělky mají zvýšenou metabolickou aktivitu a rostoucí pylovou láčku v obou případech vyživují.
Mimo parenchymatického pletiva obsahuje čnělka i vodivá pletiva.
U srostlé čnělky cenokarpního gynecea zpravidla jeden cévní svazek odpovídá jednomu plodolistu.
Pletiva čnělky jsou v některých případech zodpovědná za neschopnost samosprášení, která souvisí se vzájemnou inkompatibilitou pylu a čnělky. Je to jeden z mechanismů zabraňujících samoopylení. Po buněčné signální interakci, ke které stále dochází mezi vnitřním prostředím čnělky a každou z prorůstajících pylových láček, láčka vlastního pylu postupně zastaví svůj růst a neprorůstá dále do semeníku. Se zabráněním samoopylení souvisí i různočnělečnost, kdy se v rámci jednoho druhu objevují jedinci s dlouhou čnělkou a krátkými tyčinkami a naopak. Typickým příkladem je prvosenka.
Ve výjimečných případech je čnělka pohyblivá. U galgánu se v určitém období vývoje květu sklání k tyčinkám a opět se nad ně zvedá, což rovněž seuvisí se zabráněním samoopylení.

## Evoluce čnělky
U vývojově nejpůvodnějších zástupců krytosemenných rostlin čnělka zcela chybí a blizna sbíhá po okraji nesrostlého (konduplikátního) nebo již srostlého plodolistu. Ke zformování čnělky jakožto prodloužené části pestíku docházelo v průběhu evoluce v souzvislosti s tím, jak se blizna stěhovala do vrcholové části pestíku. Čnělka tak bliznu oddálila od semeníku. U původnějších typů cenokarpního gynecea jsou čnělky volné, v různých liniích rostlin pak docházelo k jejich srůstání.